# Giuseppe Pancaro
Giuseppe Pancaro (26. srpna 1971, Cosenza, Itálie) je bývalý italský fotbalista, který hrál na pravé straně obrany.

## Přestupy
- - z Cagliari Calcio do Lazio Řím za 1 200 000 eur

## Statistika
| Klub            | Sezóna  | Liga   | Liga | Pohár  | Pohár | LM či EL | LM či EL | celkem | celkem |
| Klub            | Sezóna  | zápasy | Goly | zápasy | Goly  | zápasy   | Goly     | zápasy | Goly   |
| --------------- | ------- | ------ | ---- | ------ | ----- | -------- | -------- | ------ | ------ |
| Avezzano        | 1991/92 | 32     | 2    | ?      | ?     | ?        | ?        | ?      | ?      |
| Cagliari Calcio | 1992/93 | 3      | 0    | ?      | ?     | ?        | ?        | ?      | ?      |
| Cagliari Calcio | 1993/94 | 7      | 0    | ?      | ?     | ?        | ?        | ?      | ?      |
| Cagliari Calcio | 1994/95 | 24     | 0    | ?      | ?     | ?        | ?        | ?      | ?      |
| Cagliari Calcio | 1995/96 | 32     | 1    | ?      | ?     | ?        | ?        | ?      | ?      |
| Cagliari Calcio | 1996/97 | 33     | 4    | ?      | ?     | ?        | ?        | ?      | ?      |
| Lazio Řím       | 1997/98 | 24     | 1    | ?      | ?     | ?        | ?        | ?      | ?      |
| Lazio Řím       | 1998/99 | 30     | 0    | ?      | ?     | ?        | ?        | ?      | ?      |
| Lazio Řím       | 1999/00 | 28     | 3    | ?      | ?     | ?        | ?        | ?      | ?      |
| Lazio Řím       | 2000/01 | 31     | 0    | ?      | ?     | ?        | ?        | ?      | ?      |
| Lazio Řím       | 2001/02 | 23     | 1    | ?      | ?     | ?        | ?        | ?      | ?      |
| Lazio Řím       | 2002/03 | 16     | 0    | ?      | ?     | ?        | ?        | ?      | ?      |
| AC Milán        | 2003/04 | 21     | 1    | ?      | ?     | ?        | ?        | ?      | ?      |
| AC Milán        | 2004/05 | 18     | 1    | ?      | ?     | ?        | ?        | ?      | ?      |
| ACF Fiorentina  | 2005/06 | 18     | 0    | ?      | ?     | ?        | ?        | ?      | ?      |
| FC Turin        | 2006/07 | 10     | 0    | ?      | ?     | ?        | ?        | ?      | ?      |
| FC Turin        | Celkově | 350    | 14   | ?      | ?     | ?        | ?        | ?      | ?      |

## Úspěchy

### Klubové
- - 2× vítěz italské ligy (1999/00, 2003/04)
  - 2× vítěz italského poháru (1998, 2000)
  - 3× vítěz italského superpoháru (1998,2000, 2004)
  - 1× vítěz Poháru PVP (1998/99)
  - 2× vítěz evropského superpoháru (1999, 2003)